# Voluta (instrument musical)

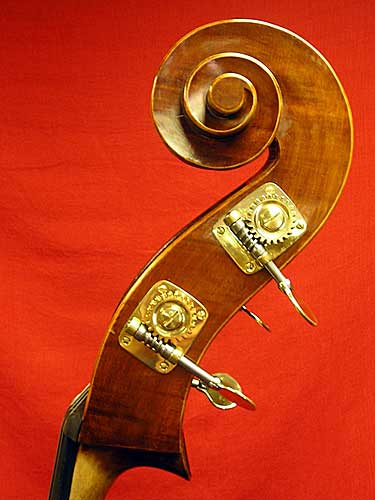
Voluta d'un contrabaix.

La voluta és un ornament (adorn) tradicional al cap d'alguns instruments, especialment en molts instruments de corda fregada. Consisteix en una protuberància en forma de conquilla de gasteròpode (que dona origen al seu nom) que corona al claviller conformant una unitat amb aquest i per extensió amb el mànec o coll de l'instrument.
Generalment del mateix color (tractat amb el mateix vernís o pintura) que la resta de l'instrument, i la seva grandària generalment és similar al del claviller.
Les particularitats del seu disseny serveixen per atorgar-li identitat pròpia al mateix instrument i distingir-ho d'uns altres de la seva classe.